# Хітроу-Термінал 5 (станція)

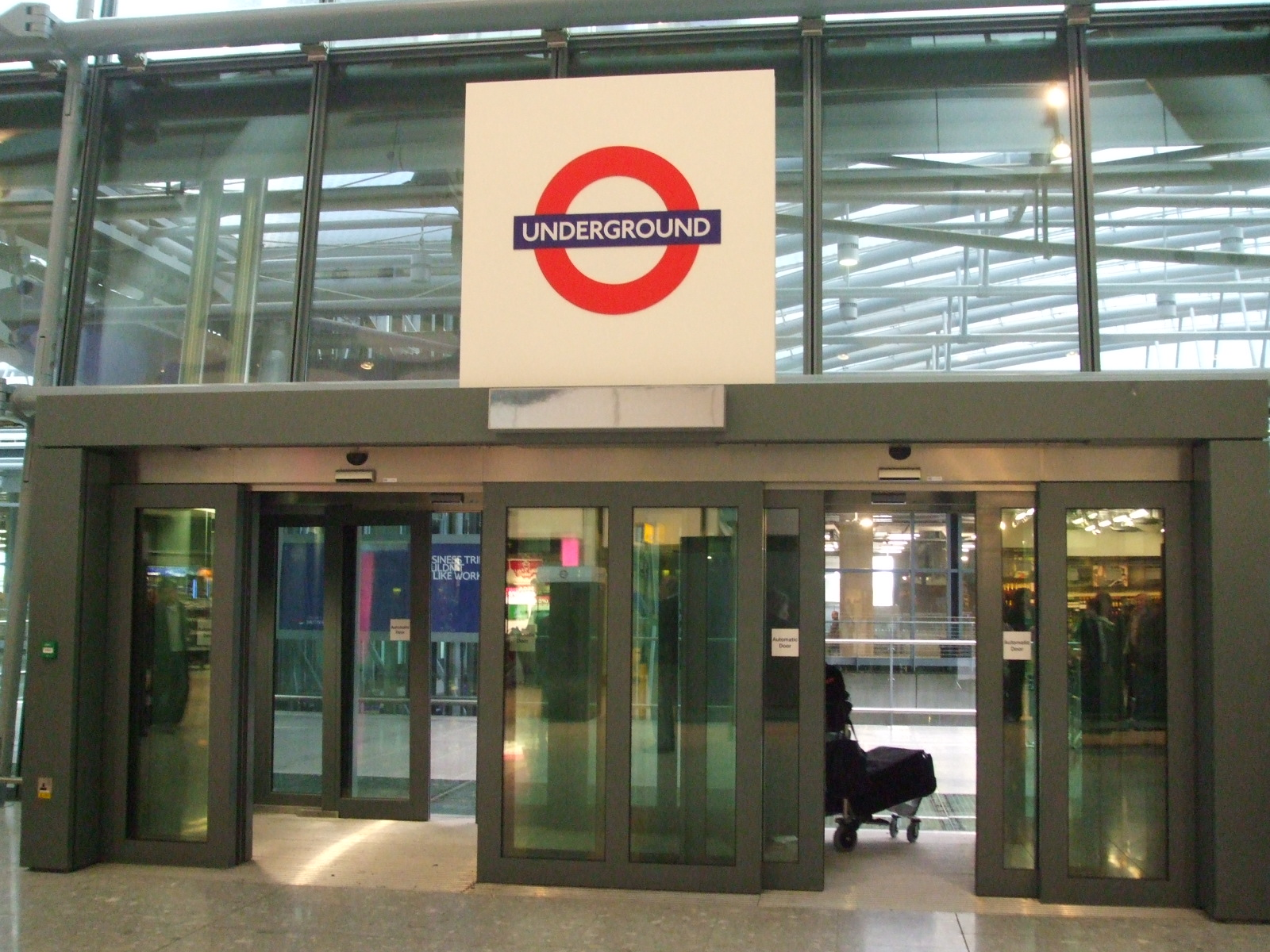

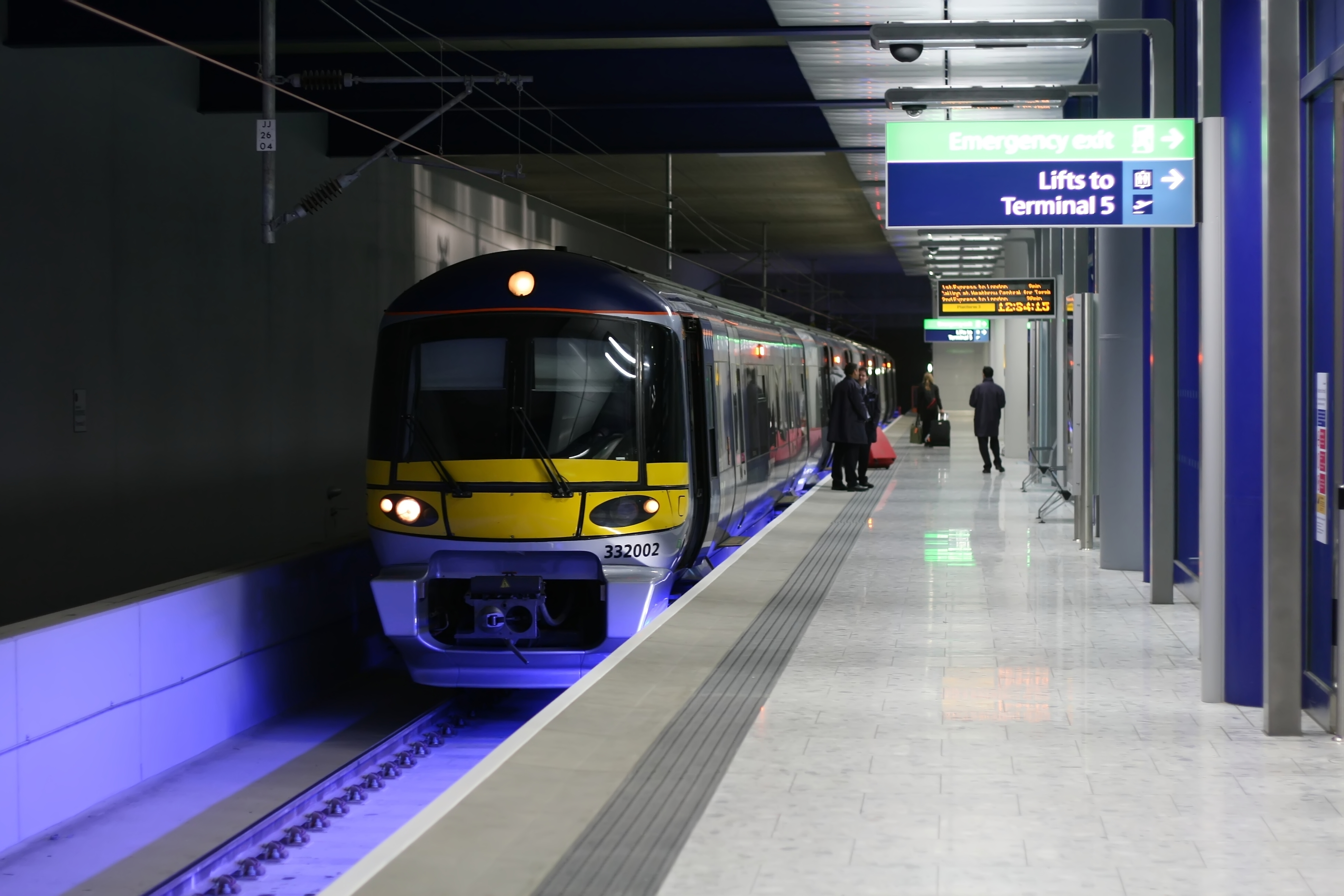

51°28′20″ пн. ш. 0°29′17″ зх. д. / 51.4723° пн. ш. 0.488° зх. д.
Хітроу-Термінал 5 (англ. Heathrow Terminal 5) — станція залізниці та Лондонського метрополітену, яка обслуговує термінал 5 аеропорту Лондон-Хітроу. Є кінцевим терміналом для служб Heathrow Express від станції Паддінгтон у центрі Лондона, а також для лінії метро Піккаділлі у напрямку станції Кокфостерс. Станція повністю обслуговується персоналом Хітроу-Експрес, на відміну від інших підземних станцій, що обслуговують термінал 4 та термінали 2 і 3.
Станцію Лондонського метрополітену відносять до 6 тарифної зони; це найзахідніша станція Лондонського метрополітену.
Станція була відкрита 27 березня 2008 року. Хоча розташована під землею, частина покрівлі станції виконано з напівпрозорих ламінованих панелей ETFE, що дозволяє природному денному світлу освітлювати всі шість платформ

## Пересадки
- Пересадки на автобуси оператора London Buses: 350, 423, 482, 490 та нічний маршрут N9